# Таор (Зелениково)
Таор (мкд. Таор) је насеље у Северној Македонији, у северном делу државе. Таор припада општини Зелениково, која окупља југоисточна предграђа Града Скопља.

## Географија
Таор је смештен у северном делу Северне Македоније. Од најближег већег града, Скопља, насеље је удаљено 25 km југоисточно.
Насеље Таор је у оквиру историјске области Блатија, која се обухвата источни део Скопског поља. Насеље је смештено на левој обали Вардара, близу његовог утока у Тарску клисуру. Северно од насеља пружа се поље, док се јужно издиже планина Китка. Надморска висина насеља је приближно 250 метара.
Месна клима је измењена континентална са мањим утицајем Егејског мора (жарка лета).

## Становништво
Таор је према последњем попису из 2002. године имао 152 становника.
Претежно становништво у насељу су етнички Македонци (99%).
Већинска вероисповест је православље.